# Spencer Gordon Bennet
Spencer Gordon Bennet (5 de enero de 1893 – 8 de octubre de 1987) fue un director y productor cinematográfico de nacionalidad estadounidense. Conocido como el "Rey de los Directores de Seriales", fue el más prolífico de todos los directores de seriales cinematográficos.

## Biografía
Nacido en el barrio de Brooklyn, en Nueva York, el primer contacto de Bennet con el mundo del espectáculo fue como especialista de acción, al responder a un anuncio en la prensa que solicitaba alguien que saltara desde los acantilados de Palisades al Río Hudson llevando un traje puesto, todo ello para una escena del serial Hurricane Hutch (1921). El salario recibido era de un dólar por cada pie de distancia que tuviera la caída.
Su debut como director llegó en 1921 con Behold the Man, pero se inició en la dirección de seriales en 1925 con Sunken Silver. Él se mantuvo dirigiendo seriales, así como largometrajes de serie B del género western, hasta el final de dicha especialidad cinematográfica, siendo el director de los dos últimos seriales rodados en los Estados Unidos, Blazing the Overland Trail (1956) y Perils of the Wilderness (1956). 
Una vez finalizaron los seriales, él dirigió varios largometrajes, siendo la última producción realizada por él The Bounty Killer (1965), que también fue la última película del pionero actor y cowboy Broncho Billy Anderson. 
A lo largo de su dilatada carrera, Bennet dirigió más de 100 seriales, entre ellos Superman, Adventures of Sir Galahad, Batman y Robin, The Tiger Woman, Captain Video: Master of the Stratosphere, además de un buen número dedicados al género western. Entre los largometrajes western de serie B destacan los filmes de Red Ryder protagonizados por Don "Red" Barry.
Bennet trabajó durante su carrera con diferentes estudios cinematográficos, entre ellos Edison Studios, Pathé, RKO Pictures, Republic Pictures y Columbia Pictures, finalizando su trayectoria en 1965 con Embassy Pictures.
Spencer Gordon Bennet falleció en Santa Mónica, California, en 1987. Fue enterrado en el Cementerio Forest Lawn Memorial Park, en Hollywood Hills. En la lápida de su tumba se grabó la inscripción "His Final Chapter (su último capítulo)".
Tuvo una hija, Harriet Bennet, que se dedicó a la actuación.

## Selección de su filmografía
- 1965 The Bounty Killer
- 1965 Requiem for a Gunfighter
- 1959 The Atomic Submarine
- 1958 Submarine Seahawk
- 1956 Blazing the Overland Trail
- 1956 Perils of the Wilderness
- 1955 Devil Goddess
- 1955 Adventures of Captain Africa, Mighty Jungle Avenger!
- 1955 Phantom of the Jungle
- 1954 Riding with Buffalo Bill
- 1954 Gunfighters of the Northwest
- 1953 Killer Ape
- 1953 Ramar of the Jungle
- 1953 The Lost Planet
- 1953 Savage Mutiny
- 1952 Voodoo Tiger
- 1952 Son of Geronimo: Apache Avenger
- 1952 Blackhawk
- 1952 Brave Warrior
- 1952 King of the Congo
- 1951 Captain Video: Master of the Stratosphere
- 1951 Mysterious Island
- 1951 Roar of the Iron Horse
- 1950 Pirates of the High Seas
- 1950 Atom Man vs Superman
- 1950 Cody of the Pony Express
- 1949 Adventures of Sir Galahad
- 1949 Batman y Robin
- 1949 Bruce Gentry, Daredevil of the Skies
- 1948 Congo Bill
- 1948 Superman
- 1947 Brick Bradford
- 1947 The Black Widow
- 1947 Son of Zorro
- 1946 Daughter of Don Q
- 1946 King of the Forest Rangers
- 1946 The Phantom Rider
- 1945 The Purple Monster Strikes
- 1945 Federal Operator 99
- 1945 Lone Texas Ranger
- 1945 Manhunt of Mystery Island
- 1944 Zorro's Black Whip
- 1944 Code of the Prairie
- 1944 Haunted Harbor
- 1944 The Tiger Woman
- 1944 Tucson Raiders
- 1944 Mojave Firebrand
- 1944 Beneath Western Skies
- 1943 California Joe
- 1943 Canyon City
- 1943 The Masked Marvel
- 1943 Secret Service in Darkest Africa
- 1943 Calling Wild Bill Elliott
- 1943 G-Men vs The Black Dragon
- 1942 The Valley of Vanishing Men
- 1942 The Secret Code
- 1942 They Raid by Night
- 1941 The Gunman from Bodie
- 1941 Arizona Bound
- 1941 Ridin' the Cherokee Trail
- 1940 The Cowboy from Sundown
- 1939 Westbound Stage
- 1939 Oklahoma Terror
- 1939 Riders of the Frontier
- 1939 Across the Plains
- 1937 The Mysterious Pilot
- 1937 The Rangers Step In
- 1937 Reckless Ranger
- 1937 Law of the Ranger
- 1937 Ranger Courage
- 1936 Rio Grande Ranger
- 1936 The Unknown Ranger
- 1936 The Fugitive Sheriff
- 1936 The Cattle Thief
- 1936 Avenging Waters
- 1936 Heroes of the Range
- 1935 Lawless Riders
- 1935 Western Courage
- 1935 Heir to Trouble
- 1935 Get That Man
- 1935 Rescue Squad
- 1935 Calling All Cars
- 1934 Night Alarm
- 1934 The Oil Raider
- 1934 Young Eagles
- 1934 The Fighting Rookie
- 1934 Ferocious Pal
- 1934 Badge of Honor
- 1933 Jaws of Justice
- 1933 Justice Takes a Holiday
- 1932 Midnight Warning
- 1932 The Last Frontier
- 1932 Swift Justice
- 1932 Self Condemned
- 1932 The Last Frontier
- 1931 The Mystery of Compartment C
- 1931 Facing the Gallows
- 1930 Rogue of the Rio Grande
- 1929 The Black Book
- 1929 Queen of the Northwoods
- 1929 Hawk of the Hills
- 1929 The Fire Detective
- 1928 The Tiger's Shadow
- 1928 Marked Money
- 1928 The Terrible People
- 1928 The Yellow Cameo
- 1928 The Man Without a Face
- 1927 Hawk of the Hills
- 1927 Melting Millions
- 1926 The House Without a Key
- 1926 The Fighting Marine
- 1926 Snowed In
- 1925 The Green Archer
- 1925/I Play Ball
- 1925 Sunken Silver
- 1921 Behold the Man